# سرجس شائع
سرجاس شائع (الاسم العلمي: Sargassum vulgare) هو نوع من الطلائعيات يتبع جنس السرجاس من فصيلة السرجاسية.